# Suhas Subramanyam
Suhas Subramanyam, född 26 september 1986 i Houston i Texas, är en amerikansk politiker (demokrat). Han är ledamot av USA:s representanthus sedan 2025.
Subramanyam gick i skola i Clear Lake High School i Houston. År 2008 avlade han kandidatexamen vid Tulane University och 2013 juristexamen vid Northwestern University.